# Eriachne pulchella
Eriachne pulchella är en gräsart som beskrevs av Karel Domin. Eriachne pulchella ingår i släktet Eriachne och familjen gräs. Utöver nominatformen finns också underarten E. p. dominii.